# Vaadjuv Nyqvist
Dag Vaadjuv Nyqvist (* 5. Oktober 1902 in Oslo; † 9. Mai 1961 ebenda) war ein norwegischer Segler.

## Erfolge
Vaadjuv Nyqvist, der für den Kongelig Norsk Seilforening segelte, nahm 1936 an den Olympischen Spielen in Berlin in der 6-Meter-Klasse teil. Er war Crewmitglied der Lully II unter Skipper Magnus Konow, die die im Olympiahafen Düsternbrook in Kiel stattfindende Regatta auf dem zweiten Platz beendete. Zwar gewann die Lully II drei der sieben Wettfahrten, wurde allerdings in der ersten Wettfahrt disqualifiziert und bekam für diese Wettfahrt dementsprechend keine Punkte. In der Gesamtwertung erreichte sie mit 66 Punkten einen Punkt weniger als die Olympiasieger aus Großbritannien auf der Lalage, Dritter wurden das schwedische Boot May Be mit 62 Punkten. Nyqvist und Konow erhielten somit wie die übrigen Crewmitglieder Fredrik Meyer, Alf Tveten und Konows Sohn Karsten Konow die Silbermedaille.